# Cyphastrea japonica
Espèce
Statut CITES
Cyphastrea japonica est une espèce de coraux appartenant à la famille des Faviidae ou à la famille Merulinidae.